# Clelea fumosa
Clelea fumosa es una especie de polilla de la familia Zygaenidae.
Fue descrita científicamente por Jordan en 1908.